# L'ombra de la sospita
L'ombra de la sospita (títol original: Under Suspicion) és una pel·lícula estatunidenca de l'any 1991, escrita i dirigida per Simon Moore i protagonitzada per Liam Neeson i Laura San Giacomo. Ha estat doblada al català.

## Argument
L'any 1959 a la ciutat de Brighton, un policia convertit en detectiu privat anomenat Tony Aaron es dedica majorment a falsificar adulteris per utilitzar-los: a evidència en casos de divorci. Involucra la seva pròpia esposa en un cas, fingint que ella és l'amant del pintor Carlo Stasio, però a tots dos els assassinen en una cambra d'hotel. A càrrec de la investigació del cas està Frank, ex-company de Tony que encara treballa a la policia. Els principals sospitosos són Angeline, l'amant de Stasio que heretaria la seva fortuna, i el mateix Tony, la història del qual no encaixa.

## Repartiment
- Liam Neeson: Tony Aaron.
- Kenneth Cranham: Frank.
- Maggie O'Neill: Hazel Aaron.
- Alan Talbot: Powers.
- Malcolm Storry: Waterston.
- Martin Grace: Colin.
- Kevin Moore: Barrister.
- Richard Graham: Denny.
- Michael Almaz: Stasio.
- Alphonsia Emmanuel: Selina.
- Laura San Giacomo: Angeline.
- Stephen Moore: Roscoe.
- Alan Estocs: Paul.
- Nicolette McKenzie: Mrs. Roscoe
- Lee Whitlock: Ben
- Noel Coleman: Judge.

## Premis i crítica
- 1992: Premi al Millor Actor per Liam Neeson atorgat pel Festival de Cinema Policial de Cognac.
- "Inexplicablement no va tenir èxit en el seu moment. Intriga sostinguda amb pols i final rodó i sorprenent"[3]